# 세계의 중심은 오사카야 ~난바 자치구~
《세계의 중심은 오사카야 ~남바 자치구~》(世界の中心は大阪や ～なんば自治区～ 세카이노츄신와오사카야 ~난바지치쿠~[*])는 NMB48의 2번째 정규 음반이다.

## 개요
《텟펜 먹었어!》 이래, 1년 반 만의 정규 음반이다.
당초에는, 본작에도 수록되어 있는 〈이비사걸〉을 10th 싱글로 발매할 예정이었지만, 그 후 본작의 발매와 〈이비사걸〉의 다운로드 한정 싱글로의 발매가 발표되었다.

## 수록곡

### Type-N
자켓 사진 (표지):카토 유카·오오타 유리·코타니 리호·카시와기 유키·죠니시 케이·무라시게 안나·야마모토 사야카·요시다 아카리
자켓 사진 (뒷면):팀N 멤버 18명
CD
1. イビサガール / 이비사걸
(작사: 아키모토 야스시 / 작곡: 후지노 타카후미 / 편곡: 이쿠타 마신)
2. 僕らのユリイカ / 우리의 유레카
(작사: 아키모토 야스시 / 작곡: 타카다 쿄 / 편곡: 이쿠타 마신)
3. カモネギックス / 카모네긱스
(작사: 아키모토 야스시 / 작곡·편곡: 이노우에 요시마사)
4. 高嶺の林檎 / 높은 산봉우리의 사과
(작사: 아키모토 야스시 / 작곡: 타나카 슌스케 / 편곡: 무토 세이지)
5. “生徒手帳の写真は気に入っていない”の法則 / “학생 수첩의 사진은 마음에 들지 않아” 법칙
(작사: 아키모토 야스시 / 작곡·편곡: 이시이 켄타로)
6. 電車を降りる / 전차에서 내리다 - 팀N
(작사: 아키모토 야스시 / 작곡·편곡: 와타나베 준)
7. 奥歯 / 어금니 - 백조
(작사: 아키모토 야스시 / 작곡: 야마모토 카츠히코 / 편곡: 시미즈 텟페이)
8. どしゃぶりの青春の中で / 억수같이 쏟아지는 비의 청춘 속에서 - 백조
(작사: 아키모토 야스시 / 작곡: 와타나베 신지 / 편곡: 이쿠타 마신)
9. プロムの恋人 / 프롬의 연인 - 백조
(작사: 아키모토 야스시 / 작곡: 오자와 마사즈미 / 편곡: 와카타베 마코토)
10. 抱きしめたいけど / 안고 싶지만
(작사: 아키모토 야스시 / 작곡: in the Tz / 편곡: 노나카 “마사” 유이치)
11. 一週間、全部が月曜日ならいいのに・・・ / 일주일, 전부가 월요일이면 좋을 텐데…
(작사: 아키모토 야스시 / 작곡: 타카미자와 토시히코 / 편곡: 이쿠타 마신)
12. サングラスと打ち明け話 / 선글라스와 숨김없이 털어 놓는 이야기 - 연구생
(작사: 아키모토 야스시 / 작곡: KOUTAPAI / 편곡: 무토 세이지)
13. 時間は語り始める / 시간은 이야기하기 시작한다
(작사: 아키모토 야스시 / 작곡: 후지노 타카후미 / 편곡: 노나카 “마사” 유이치)
14. カモネギックス<Remo-Con REMIX> / 카모네긱스 <Remo-Con REMIX>
(작사: 아키모토 야스시 / 작곡: 이노우에 요시마사)
15. 君と出会って僕は変わった / 너와 만나 난 변했다
(작사: 아키모토 야스시 / 작곡: 노나카 유 / 편곡: 와카타베 마코토)

DVD
DISC A
1. イビサガール (뮤직 비디오)
2. イビサガール (뮤직 비디오 댄싱 버전)
3. 電車を降りる (뮤직 비디오)
4. 이비사걸 특전 영상~코타니 리호가 스카이다이빙에 도전!~
5. 〈여기라도 천사는 있어〉 공연/Team N -2014.3.25-

DISC B
1. NMB48 리퀘스트 아워 세트 리스트 베스트 50 2014 (50위 ~ 34위)
2. 특전 영상 1 〈수다조 2〉 전편
3. 특전 영상 2 첫 불쑥 홀로 여행 〈오오타 유리 편〉

### Type-M
자켓 사진 (표지):시로마 미루·타카노 유이·타니가와 아이리·무라세 사에·후지에 레이나·야구라 후코·야마다 나나
자켓 사진 (뒷면):팀M 멤버 18명
1. イビサガール / 이비사걸
2. 僕らのユリイカ / 우리의 유레카
3. カモネギックス / 카모네긱스
4. 高嶺の林檎ス / 높은 산봉우리의 사과
5. “生徒手帳の写真は気に入っていない”の法則 / “학생 수첩의 사진은 마음에 들지 않아” 법칙
6. 夏の催眠術 / 여름의 최면술 - 팀M
(작사: 아키모토 야스시 / 작곡·편곡: 이타가키 유스케)
7. ひな壇では僕の魅力は生きないんだ / 히나단에선 내 매력은 살지 않는다 - 남바 철포대 기지 삼
(작사: 아키모토 야스시 / 작곡: 키무라 유키 / 편곡: 마스다 타케시)
8. 思わせ光線 / 생각하게 만드는 광선 - 홍조
(작사: 아키모토 야스시 / 작곡·편곡: 와타나베 카즈노리)
9. 山へ行こう / 산에 가자 - 남바 철포대 기지 오
(작사: 아키모토 야스시 / 작곡: chalaza / 편곡: 노나카 “마사” 유이치)
10. ピーク / 피크
(작사: 아키모토 야스시 / 작곡: 스미다 신야 / 편곡: 와카타베 마코토)
11. 一週間、全部が月曜日ならいいのに・・・ / 일주일, 전부가 월요일이면 좋을 텐데…
12. サングラスと打ち明け話 / 선글라스와 숨김없이 털어 놓는 이야기 - 연구생
13. 時間は語り始める / 시간은 이야기하기 시작한다
14. カモネギックス<Remo-Con REMIX> / 카모네긱스 <Remo-Con REMIX>
15. 君と出会って僕は変わった / 너와 만나 난 변했다

DVD
DISC A
1. イビサガール (뮤직 비디오)
2. イビサガール (뮤직 비디오 댄싱 버전)
3. 夏の催眠術 (뮤직 비디오)
4. 이비사걸 특전 영상~코타니 리호가 스카이다이빙에 도전!~
5. 〈아이돌의 새벽〉 공연/Team M -2014.4.1-

DISC B
1. NMB48 리퀘스트 아워 세트 리스트 베스트 50 2014 (33위 ~ 17위)
2. 특전 영상 1 〈수다조 2〉 후편
3. 특전 영상 2 첫 불쑥 홀로 여행 〈시로마 미루 편〉

### Type-B
자켓 사진 (표지):이치카와 미오리·우메다 아야카·시부야 나기사·야부시타 슈·타카야나기 아카네·와타나베 미유키·카도와키 카나코
자켓 사진 (뒷면):팀BII 멤버 17명
1. イビサガール / 이비사걸
2. 僕らのユリイカ / 우리의 유레카
3. カモネギックス / 카모네긱스
4. 高嶺の林檎ス / 높은 산봉우리의 사과
5. “生徒手帳の写真は気に入っていない”の法則 / “학생 수첩의 사진은 마음에 들지 않아” 법칙
6. 君にヤラレタ / 너에게 당했다 - 팀BII
(작사: 아키모토 야스시 / 작곡: 이비 유이치로 / 편곡: 노나카 “마사” 유이치)
7. もう裸足にはなれない / 더 이상 맨발로는 안 돼 - 남바 철포대 기지 사
(작사: 아키모토 야스시 / 작곡: 후쿠다 타카시 / 편곡: 사사키 유)
8. 野蛮なソフトクリーム / 야만적인 소프트크림 - 홍조
(작사: 아키모토 야스시 / 작곡·편곡: 요리미츠 테루히사)
9. 水切り / 물살가르기 - 홍조
(작사: 아키모토 야스시 / 작곡: 오오가미 료코 / 편곡: 노나카 “마사” 유이치)
10. ハートの独占権 / 하트 독점권
(작사: 아키모토 야스시 / 작곡·편곡: 마스다 타케시)
11. 一週間、全部が月曜日ならいいのに・・・ / 일주일, 전부가 월요일이면 좋을 텐데…
12. サングラスと打ち明け話 / 선글라스와 숨김없이 털어 놓는 이야기 - 연구생
13. 時間は語り始める / 시간은 이야기하기 시작한다
14. カモネギックス<Remo-Con REMIX> / 카모네긱스 <Remo-Con REMIX>
15. 君と出会って僕は変わった / 너와 만나 난 변했다

DVD
DISC A
1. イビサガール (뮤직 비디오)
2. イビサガール (뮤직 비디오 댄싱 버전)
3. 君にヤラレタ (뮤직 비디오)
4. 이비사걸 특전 영상~코타니 리호가 스카이다이빙에 도전!~
5. 〈지금 연애 중〉 공연/Team BII -2014.3.24-

DISC B
1. NMB48 리퀘스트 아워 세트 리스트 베스트 50 2014 (16위 ~ 1위)
2. 특전 영상 1 〈수다조 2〉 전편

### 극장반
자켓 사진 (표지):〈이비사걸〉 선발 멤버 22명
자켓 사진 (뒷면):〈이비사걸〉 선발 멤버 22명
1. イビサガール / 이비사걸
2. 僕らのユリイカ / 우리의 유레카
3. カモネギックス / 카모네긱스
4. 高嶺の林檎ス / 높은 산봉우리의 사과
5. “生徒手帳の写真は気に入っていない”の法則 / “학생 수첩의 사진은 마음에 들지 않아” 법칙
6. 想像の詩人 / 상상의 시인 - 연구생
(작사: 아키모토 야스시 / 작곡: 마루타니 마나부 / 편곡: 이타가키 유스케)
7. 届かなそうで届くもの / 닿지 않을 듯 닿는 것
(작사: 아키모토 야스시 / 작곡: 시마자키 타카미츠 / 편곡: 사사키 유)
8. サングラスと打ち明け話 / 선글라스와 숨김없이 털어 놓는 이야기 - 연구생
9. 傘はいらない / 우산은 필요 없어
(작사: 아키모토 야스시 / 작곡: 이리에 토오루 / 편곡: 노나카 “마사” 유이치)
10. 時間は語り始める / 시간은 이야기하기 시작한다
11. 一週間、全部が月曜日ならいいのに・・・ / 일주일, 전부가 월요일이면 좋을 텐데…
12. さや姉 / 사야네
(작사: 아키모토 야스시 / 작곡·편곡: 사사키 유)
13. カモネギックス<Remo-Con REMIX> / 카모네긱스 <Remo-Con REMIX>
14. 君と出会って僕は変わった / 너와 만나 난 변했다

## 선발 멤버

### “학생 수첩의 사진은 마음에 들지 않아” 법칙
(센터:야마모토 사야카, 와타나베 미유키)
- 오가사와라 마유[주 1], 카도와키 카나코, 키노시타 하루나, 키노시타 모모카, 코타니 리호, 콘도 리나, 시부야 나기사, 죠니시 케이, 시로마 미루, 무라카미 아야카, 야구라 후코, 야부시타 슈, 야마다 나나, 야마모토 사야카, 요시다 아카리, 와타나베 미유키

### 전차에서 내리다
〈Team N〉 명의
(센터:야마모토 사야카, 카시와기 유키)
- 오오타 유리, 카시와기 유키, 카토 유카, 키시노 리카, 코노 사키, 코가 나루미, 코타니 리호, 죠니시 케이, 스토 리리카, 니시무라 아이카, 무라시게 안나, 무로 카나코, 야마우치 츠바사, 야마기시 나츠미, 야마구치 유키, 야마모토 사야카, 요기 케이라[주 2], 요시다 아카리

### 여름의 최면술
〈Team M〉 명의
(센터:시로마 미루, 야구라 후코)
- 아즈마 유키, 이시즈카 아카리, 오키타 아야카, 카와카미 레나, 키노시타 모모카, 쿠시로 리나, 콘도 리나, 시로마 미루, 타카노 유이, 타케이 사라, 타니가와 아이리, 후지에 레이나, 미우라 아리사, 미타 마오, 무라카미 아야카, 무라세 사에, 야구라 후코, 야마다 나나

### 너에게 당했다
〈Team BII〉 명의
(센터:와타나베 미유키)
- 이지리 안나, 이소 카나에, 이치카와 미오리, 우메다 미레이, 우메다 아야카, 카도와키 카나코, 카미에다 에미카, 카와카미 치히로, 키노시타 하루나, 쿠사카 코노미, 쿠로카와 하즈키, 시부야 나기사, 타카야나기 아카네, 나이키 코코로, 하야시 모모카, 야부시타 슈, 와타나베 미유키

### 상상의 시인
〈연구생〉 명의
(센터:죠 에리코)
- 아카시 나츠코, 이시다 유미, 우노 미즈키, 오오단 마이, 죠 에리코, 타카야마 리코, 테루이 호노카, 나카노 레이나, 니시자와 루리나, 마츠오카 치호, 마츠무라 메구미, 모리타 아야카, 야마오 리나

### 안고 싶지만
- 야마모토 사야카

### 피크
- 이치카와 미오리, 우메다 아야카, 오오타 유리, 카토 유카, 죠 에리코, 시부야 나기사, 시로마 미루, 타카야나기 아카네, 후지에 레이나, 무라세 사에, 야구라 후코, 야부시타 슈, 야마다 나나

### 하트 독점권
- 카시와기 유키, 와타나베 미유키

### 내용주
1. ↑  2014년 4월 21일까지 NMB48, 4월 24일부터 AKB48의 멤버.
2. ↑  발매일 전인 2014년 7월 2일에 NMB48를 졸업.

### 참조주
1. ↑  NMB48 극장 샐러리맨 지배인 NMB48 리퀘스트 아워 세트 리스트 베스트 50 2014 2일째 - NMB48 official blog 극장 지배인 (2014년 5월 22일)
2. ↑  NMB48 극장 샐러리맨 지배인 카네코로부터 NMB48 2nd 앨범 발매 알림 - NMB48 official blog 극장 지배인 (2014년 6월 18일)